# 목충
목충(睦忠)은 고려의 무신이다. 본관은 사천(泗川)이다. 벼슬은 동지밀직(同知密直)에 이르렀다. 찬성사(贊成事) 목인길(睦仁吉)의 사촌 동생이다.

## 생애
1361년 홍건적이 침입하여 복주(福州)로 피난하였을 때 상호군(上護軍)으로서 어가를 호종한 공으로 1363년 2등공신(二等功臣)에 녹훈되었다.
1362년(공민왕 11) 여러 장수들이 홍건적의 침입을 물리친 정세운(鄭世雲)을 살해하고 비밀로 하였는데, 장군(將軍) 목충(睦忠)이 군전(軍前)으로부터 돌아와 왕에게 말하기를, “여러 장수들이 정세운(鄭世雲)을 살해하였는데, 쉬쉬하며 발표하지 않고 있습니다.”라고 고하였다.
1364년 최유(崔儒)가 원나라에 있으면서 원제(元帝)에게 참소하여 공민왕을 폐하고 덕흥군(德興君)을 추대, 요양성(遼陽省)의 병사로 고려를 공격하러 온다는 소식이 들리자, 밀직부사(密直副使) 정찬(丁贊)이 서북면도안무사(西北面都安撫使)에 임명되어 이들을 막게 되었을 때 정찬은 휘하의 병마사(兵馬使) 목충(睦忠)을 보내어 군사를 거느리고 요해처(要害處)에 주둔하게 하였다. 목충은 사촌 형인 재상(宰相) 목인길(睦仁吉)의 권세를 믿고 정찬의 지휘를 따르지 않아 정찬이 제압할 수 없었다. 목충은 정찬이 덕흥군과 함께 음모를 꾸몄다고 무고(誣告)하였으며, 둔소(屯所)를 버리고 정찬의 진영 가까이까지 가서 그를 습격하여 죽이고자 하였다. 정찬이 크게 두려워하여 군사를 버리고 경복흥의 진영으로 달려가서 그의 무고함을 밝히려고 하였다. 왕이 사자를 보내어 정찬을 순군(巡軍)에 가두고 목충을 불러 대질시켰는데, 사실을 증명할 것이 없었으므로 정찬이 울분에 차서 죽었다.
1376년 9월에 조전병마사(助戰兵馬使)가 되었고, 1377년 4월에는 동지밀직(同知密直)으로 임명되었다.
1377년(우왕 3) 왜구가 진포(鎭浦 : 현 충청남도 서천군)로부터 한주(韓州 : 현 충청남도 서천군 한산면)로 침입했을 때 양광도원수(楊廣道元帥) 왕안덕(王安德)이 지원군을 요청하자 목충이 밀직부사(密直副使)로서 구원하였다.
1381년 동지밀직(同知密直)으로서 찬성사 이득분(李得芬)과 함께 이인임(李仁任)·최영(崔瑩)을 참소하다가 안동에 유배되었다.